# VC Fentange
VC Fentange – luksemburski klub siatkarski z Fentange. Obecnie występuje w najwyższej klasie rozgrywek klubowych (Division Nationale).

## Rozgrywki krajowe
| Sezon     | Rozgrywki          | Osiągnięcie |
| --------- | ------------------ | ----------- |
| 2008/2009 | Division Nationale | 2. miejsce  |
| 2009/2010 | Division Nationale | 3. miejsce  |

## Rozgrywki międzynarodowe
Klub VC Fentange nie występował dotychczas w europejskich pucharach.

## Kadra w sezonie 2009/2010
- Pierwszy trener: Dragan Vujović

| Nr | Imię i nazwisko       | Data ur. | Wzrost | Pozycja      |
| -- | --------------------- | -------- | ------ | ------------ |
| 1  | Henryk Mazur          | 1971     | 193    | środkowy     |
| 2  | Tim Besch             | 1990     | 180    | przyjmujący  |
| 3  | Pierre Pezet          | 1987     | 170    | rozgrywający |
| 4  | Georgi Sabczew        | 1975     | 198    | przyjmujący  |
| 5  | Sławomir Kudlaczewski | 1972     | 194    | przyjmujący  |
| 6  | Jacques Feyder        | 1981     | 188    | atakujący    |
| 7  | Michaël Marin         | 1975     | 188    | przyjmujący  |
| 8  | Nelson Lopes          | 1977     | 170    | libero       |
| 9  | Olivier De Castro     | 1988     | 185    | przyjmujący  |
| 10 | Tom Engeldinger       | 1992     | 182    | przyjmujący  |
| 11 | Marko Katanic         | 1961     | 190    | rozgrywający |
| 12 | Micha Bunusevac       | 1963     | 198    | przyjmujący  |
| 13 | Arkadiusz Piechowski  | 1973     | 190    | środkowy     |
| 17 | Jonathan Remond       | 1986     | 195    | środkowy     |